# Emperadriu Yang Yan
L'Emperadriu Yang Yan (楊艷) (238–274), nom estilitzat Qiongzhi (瓊芝), formalment Emperadriu Wuyuan (武元皇后, formalment "la marcial i exigent emperadriu") va ser una emperadriu de la Dinastia Jin (265-420). Ell va ser la primera esposa de l'Emperador Wu.

## Inicis i casament amb Sima Yan
Yang Yan va ser la filla de Yang Wenzong (楊文宗), un marquès durant Cao Wei, i la seva esposa la Dama Zhao. La seva mare va faltar aviat, probablement quan ella encara era a la infància, i ella va ser plantejada inicialment pel seu oncle i tia —que l'alletava— per part materna. Després que es va anar fent gran, va començar a ser criada per la seva madrastra la Dama Duan; aleshores, el seu pare, que es diu que va morir aviat també, va ser probablement mort. Sent jove, ella va ser descrita com a intel·ligent, estudiosa, i bella. Un endeví una vegada va predir que ella tindria d'extraordinari honor, i es diu que quan el regent de Cao Wei, Sima Zhao, va sentir això, la va agafar i la va casar amb el seu fill Sima Yan. Ella va donar a llum tres fills i tres filles al seu marit. Després de la mort de Sima Zhao en el 265, Sima Yan heretà la seva posició i prompte va forçar a l'emperador de Cao Wei, Cao Huan, a abdicar en favor seu, acabant Cao Wei i establint la Dinastia Jin (com a emperador Wu). En el 266, ell la va crear com la seva emperadriu.

## Com a emperadriu
El fill major de l'Emperadriu Yang, Sima Gui (司馬軌), va morir en la infantesa, fent el seu segon fill, Sima Zhong, el legítim hereu, per les lleis de successió tradicional. Això no obstant, l'Emperador Wu va dubtar sobre la seva tria com a príncep hereu perquè ell era discapacitat de desenvolupament. L'Emperadriu Yang va tenir un paper decisiu en persuadir-lo per aconseguir que el seu fill fos designat com príncep hereu de totes maneres, amb l'argument que la tradició no havia de ser abandonada amb facilitat. Ella també va ser instrumental en la tria d'una esposa pel seu fill. L'Emperador Wu inicialment afavoria a la filla de Wei Guan, però l'Emperadriu Yang, amiga de l'esposa de Jia Chong, la Dama Yang, elogià en gran manera a la filla de Jia, Jia Nanfeng, conduint a la tria de Jia Nanfeng com a princesa hereva.
El 273, mentre l'Emperador Wu hi estava immers en una gran selecció de dones belles per servir com a les seves concubines, ell inicialment va posar a l'Emperadriu Yang a càrrec del dit procés de selecció. Aleshores Yang va preferir aquelles amb cossos esvelts i pells blanques, però no va afavorir a aquelles que tenien cares boniques. Ella també va deixar fora a una bellesa anomenada Bian, a qui l'Emperador Wu havia afavorit—indicant que com les Bian havien servit com a emperadrius durant tres generacions de Cao Wei (l'esposa de Cao Cao, la Princesa Bian, l'emperadriu de Cao Mao, i l'emperadriu de Cao Huan) seria massa degradant per a ella ser una concubina. Tot açò va causar la desplaença de l'Emperador Wu, i ell mateix es va fer càrrec del procés de selecció. Malgrat això i l'obsessió del seu marit d'acumular concubines, ells semblaven seguir tenint un afecte genuí l'un per l'altre.